# شرکت ساخت‌وساز برق چین
شرکت ساخت‌وساز برق چین (انگلیسی: Power Construction Corporation of China) شرکت دولتی صنایع سنگین چینی است، که در سال ۲۰۰۹ توسط سازمان ساساک تأسیس شد.